# Congrès international des mathématiciens de 1950

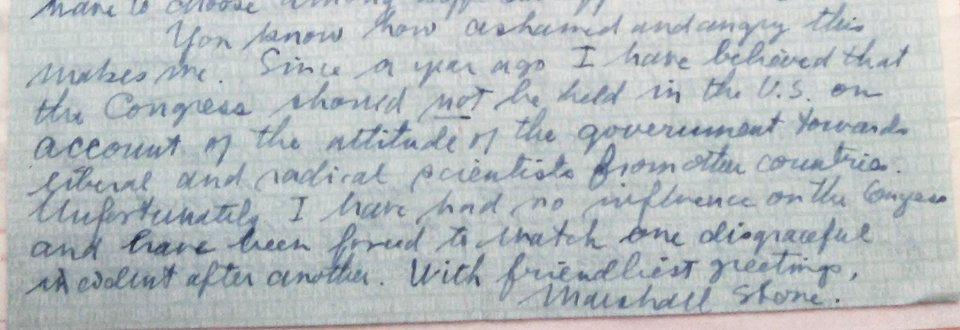
Marshall Stone (1903-1989) a envoyé une lettre de démission à l'organisation du Congrès international des mathématiciens de 1950

Le Congrès international des mathématiciens de 1950 a eu lieu du 30 août au 6 septembre 1950 à Cambridge (Massachusetts), aux États-Unis.